# Ophrys incubacea
Ophrys incubacea Bianca 1842 es una especie de orquídea terrestre de la familia de las orquidáceas.

## Distribución y Hábitat
Se encuentra en Portugal, España, islas Baleares, Francia, Córcega, Cerdeña, Sicilia, Italia, Yugoslavia y Albania pastizales, praderas, garrigas, matorrales y bosques abiertos en alturas de hasta 1300 m s. n. m.

## Descripción
Ophrys incubacea se puede reconocer fácilmente porque el labelo de las flores es peludo y oscuro, y tiene en el centro unas líneas violáceas con forma de H. Vive, como las otras especies de Ophrys, en los claros de matorrales y pinares. Florece en el mes de marzo y abril.

## Sinonimia
- Ophrys sphegifera Willd. Basónimo (Publicado por vez primera en Species Plantarum. Cuarta Edición 1805 )
- Ophrys atrata Lindl. (1836) (Basionymum)
- Ophrys aranifera var. atrata Rchb.f. (1851)
- Arachnites atrata (Rchb.f.) Tod. (1886)
- Ophrys sphegodes subsp. atrata (Rchb.f.) E. Mayer (1952)
- Ophrys sphegodes subsp. atrata (Rchb.f.) Malag. (1977)

## Nombres comunes
- Corso: Ufridi niriccia
- Alemán: Schwarze Ragwurz
- Francés: Ophrys noir